# 둥샹족
둥샹족(중국어: 东乡族, 東鄉族, 영어: Dongxiang people, 중국조선어: 동향족)은 중국 소수민족 중의 하나로 중국 정부에 의해 공인된 56개의 소수민족 중 23번째로 많은 민족이다.  2000년 제5회 인구조사에서 513,805명을 기록하였다. 둥샹족 대부분은 간수성의 린샤 후이족 자치주와 그 주변 지역에 거주를 하고 있으며, 일부는 신장 위구르 자치구와 칭하이성 및 닝샤 후이족 자치구에 살고 있다.

## 기원
그들만의 문자가 없었기 때문에 기록이 남아 있지 않아 정확한 기원을 추측하긴 힘들다. 둥샹족은 원래 몽골계 민족의 한 가지로, 중앙아시아의 투르크계 민족과의 접촉으로 13세기 수니파 이슬람에 개종되어 독자적인 정체성이 완성된 것으로 추측되고 있다. 그 외에도 둥샹족은 징기스칸이 허저우 일대에 주둔시킨 몽골병의 자손이거나 또는 몽골족, 한족, 티베트족 등의 혼혈로 형성된 민족 등의 추측도 있다.

## 문화
둥샹족의 복장은 마을에 따라 차이가 나고, 남자는 대체로 갈색을 띤 검은 색의 옷을, 여자는 이슬람의 전통의상을 착용하고 있다. 둥샹족은 주로 농업에 종사하며, 감자, 옥수수나 밀을 주로 재배하고 있다. 또한 공예에도 뛰어나 전통적인 융단을 정교하게 짠다.

## 언어
둥샹족은 몽골어군에 속하는 둥샹어를 말한다. 둥샹어는 문자를 가지지 않기 때문에 지식의 전승은 구전에 의지하고 있었다. 중국 정부의 조사에 의하면, 둥샹족의 문맹퇴치율은 중국의 소수민족 중에서도 최악이고, 둥샹족이 학교에서 배운 평균시간은 1년 정도밖에 없다고 전한다.

## 같이 보기
- 중국의 민족
- 간수성